# Wilamowo (Ruszkowo)
Wilamowo (deutsch Wilhelmshof) ist ein untergegangener Ort in der polnischen Woiwodschaft Ermland-Masuren im Gebiet der Gmina Działdowo (Landgemeinde Soldau) im Powiat Działdowski (Kreis Soldau).
Die Ortsstelle von Wilamowo liegt unmittelbar an der ehemaligen Grenze zu Polen im Südwesten der Woiwodschaft Ermland-Masuren, zwei Kilometer südlich von Ruszkowo (Rauschken). Bis zur einstigen Kreisstadt Osterode (Ostpreußen) (polnisch Ostróda) sind es 39 Kilometer in nordwestlicher Richtung, bis zur heutigen Kreismetropole Działdowo (deutsch Soldau i. Ostpr.) 13 Kilometer in südöstlicher Richtung.
Bei Wilhelmshof handelte es sich um einen großen Hof, der vor 1820 den Namen Neu Rauschken trug und damit auf seine Zugehörigkeit als Wohnplatz zur Landgemeinde Rauschken (polnisch Ruszkowo) anspielte. Rauschken gehörte bis 1945 zum Kreis Osterode in Ostpreußen.
Als 1945 in Kriegsfolge das gesamte südliche Ostpreußen an Polen fiel, war auch Rauschken mit Wilhelmshof davon betroffen, und es erfolgte die Eingliederung in den Powiat Działdowski (Kreis Soldau). Wilhelmshof erhielt die polnische Namensform „Wilamowo“, war wohl in den ersten Nachkriegsjahren noch besiedelt, fand dann jedoch keine Erwähnung mehr und dürfte als im Dorf Ruszkowo aufgegangen gelten.
Vor 1945 war Wilhelmshof in die evangelische Kirche Rauschken (Ruszkowo) in der Kirchenprovinz Ostpreußen der Kirche der Altpreußischen Union wie auch in die römisch-katholische Pfarrgemeinde Gilgenburg (Dąbrówno) im Bistum Ermland eingegliedert.
Die Ortsstelle von Wilamowo liegt an der Straße von Uzdowo (Usdau) nach Ruskowo.